# Piscis (astrología)
En astrología, Piscis (♓︎ del latín piscēs, literalmente 'los peces') es el duodécimo y último signo del zodíaco, el sexto de naturaleza negativa (femenina) y de cualidad mutable, simbolizado por los peces.
Simboliza la disolución y su símbolo representa dos peces nadando en sentidos opuestos. Pertenece, junto a Cáncer y Escorpio al elemento agua. Está regido por Neptuno y Júpiter. Su signo opuesto y compatible es Virgo. Junto a Virgo, Géminis y Sagitario, forma parte del grupo de los signos dobles o mutables. Manilio dice que el dios que tutela este signo es Neptuno y que Piscis rige los pies.

## Fechas y duración del signo
En el zodiaco occidental o tropical, se considera que alguien es del signo de Piscis cuando nace en el periodo que se inicia alrededor del 20 de febrero (el día exacto en función al huso horario del lugar de nacimiento y el inicio del año astrológico del año anterior) y el siguiente equinoccio de marzo o punto Aries, que marca el inicio del año astrológico, por lo general alrededor del 20 de marzo. Por lo anterior, la actividad solar de esta casa afectará a los nacidos entre el 19 de febrero y el 20 de marzo, o también del 20 de febrero al 20 de marzo.
En la astrología sideral, basada en el tránsito del Sol sobre las constelaciones, se considera que alguien es de signo Piscis cuando nace entre el 15 de marzo y el 14 de abril.

## Mitología
El catasterismo de los Peces no formaba parte de ningún mito por sí mismo pues en la Antigüedad Pisces y Piscis Austrinos conformaban una sola constelación, el Gran Pez. Según Eratóstenes, se trata de los dos vástagos del Gran Pez. Cada uno de ellos se encuentra en un hemisferio diferente, en posición cambiada. Es que el uno recibe el nombre de «Pez Boreal (Pisces)» y el otro de «Pez Austral (Piscis Austrinos)»; pero tienen un nexo común entre el uno y el otro que llega hasta la pata delantera del Carnero. Ambos están unidos por un lazo rojo.
La versión romana, en cambio, imaginó este catasterismo dentro de la mitología de Siria. Dice que el catasterismo hace alusión a Venus y su hijo Cupido, cuando llegaron al río Éufrates. Allí apareció de repente Tifón. Venus y su hijo se arrojaron al río y allí cambiaron su forma por la de peces y así escaparon del peligro. Así que después los sirios, que son adyacentes a estas regiones, dejaron de comer pescado, temiendo que algún pez fuera algún dios con forma animal. También asociaban a Piscis como la diosa Derceto o Atargatis.
Se dice que hubo caído un huevo de magníficas proporciones en el río Éufrates, el cual fue depositado por los peces en un lecho. Las palomas se situaron sobre él, y cuando obtuvo el suficiente calor emergió de él Venus, quien más tarde fue conocida como la diosa Siria (Atargatis). Como ella sobresalía del resto por su justicia y honradez, gracias a un favor otorgado por Júpiter los peces fueron puestos entre las estrellas.